# Михайлов, Владимир Васильевич (литератор)
Владимир Васильевич Михайлов (1832—1895) — педагог, литератор.

## Биография
Сын директора департамента Министерства путей сообщения. Окончил 1-ю петербургскую гимназию. Учился на физико-математическом факультете Петербургского университета (не окончил из-за болезни); чтобы восстановить здоровье, уехал в Лужский уезд, где проявилась его склонность к педагогической деятельности. Первая публикация — статья «О воспитании в семье». Возвратясь в Петербург, Михайлов, по настоянию отца, семь лет занимался канцелярской работой. Выйдя в отставку в чине губернского секретаря, целиком отдался педагогике — сначала в качестве воспитателя в провинциальных и столичных семействах. Содержатель пансиона для мальчиков в Петербурге (1860—1869). После закрытия пансиона пять лет (1869—1875) служил домашним воспитателем. Преподавал в Елизаветинском земельном реальном училище (1875—1883), в гимназии Я. Г. Гуревича (с 1883). Инспектор по учебной части школ Русского технического общества (с 1884). Имел немногочисленные драматические опыты. В Александринском театре были поставлены водевиль «Странная болезнь» (1857) и драма «Не хуже других» (1861; Малый театр — 1863). Автор повести «Игрушка» (1857), сборника из пяти рассказов «К праздникам» (1884 и 1894). Ф. М. Достоевский использовал для работы над романом «Подросток» наблюдения педагога Михайлова за детьми, называя их «драгоценными».